# Morter

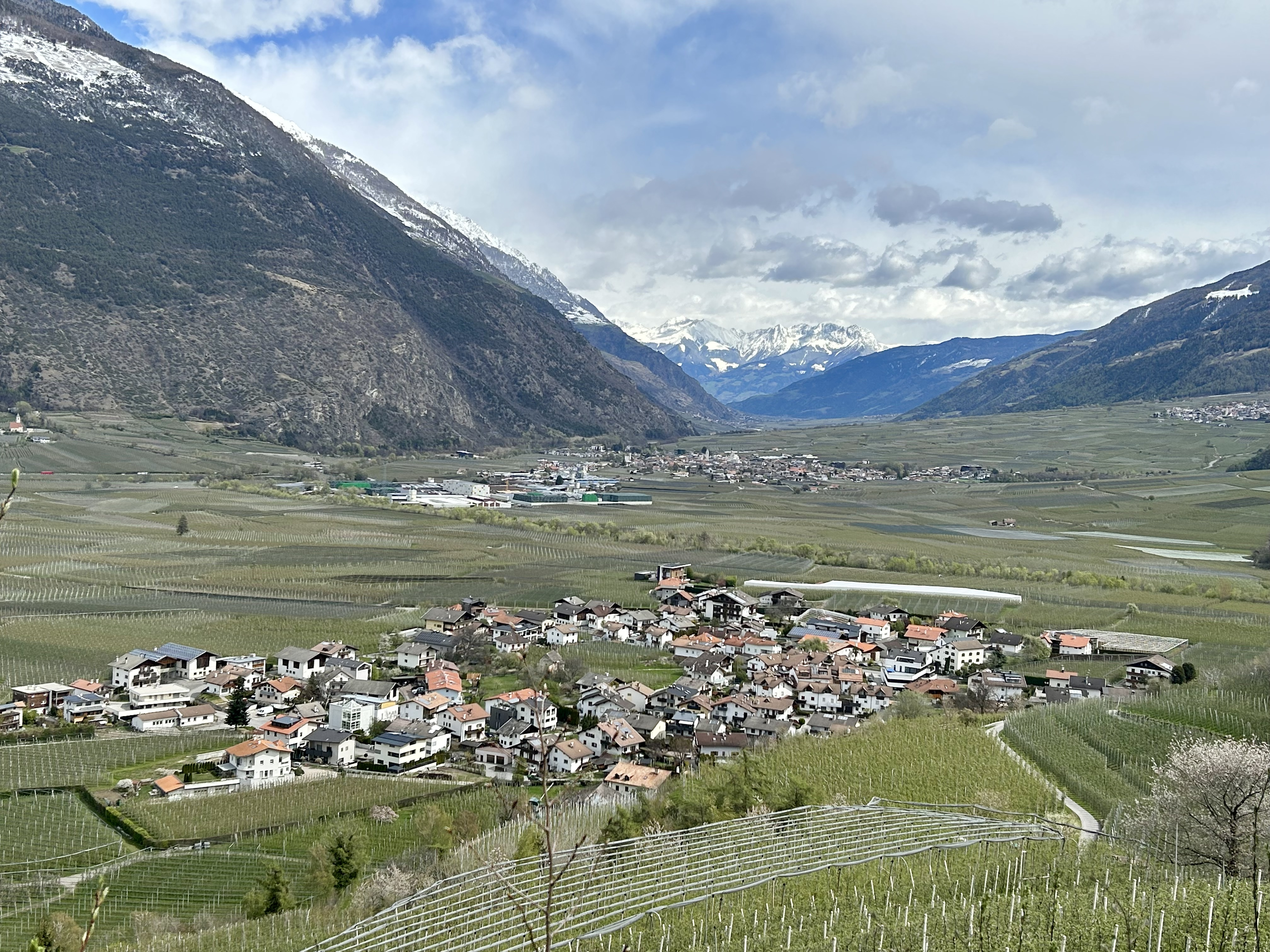
Blick über Morter talabwärts

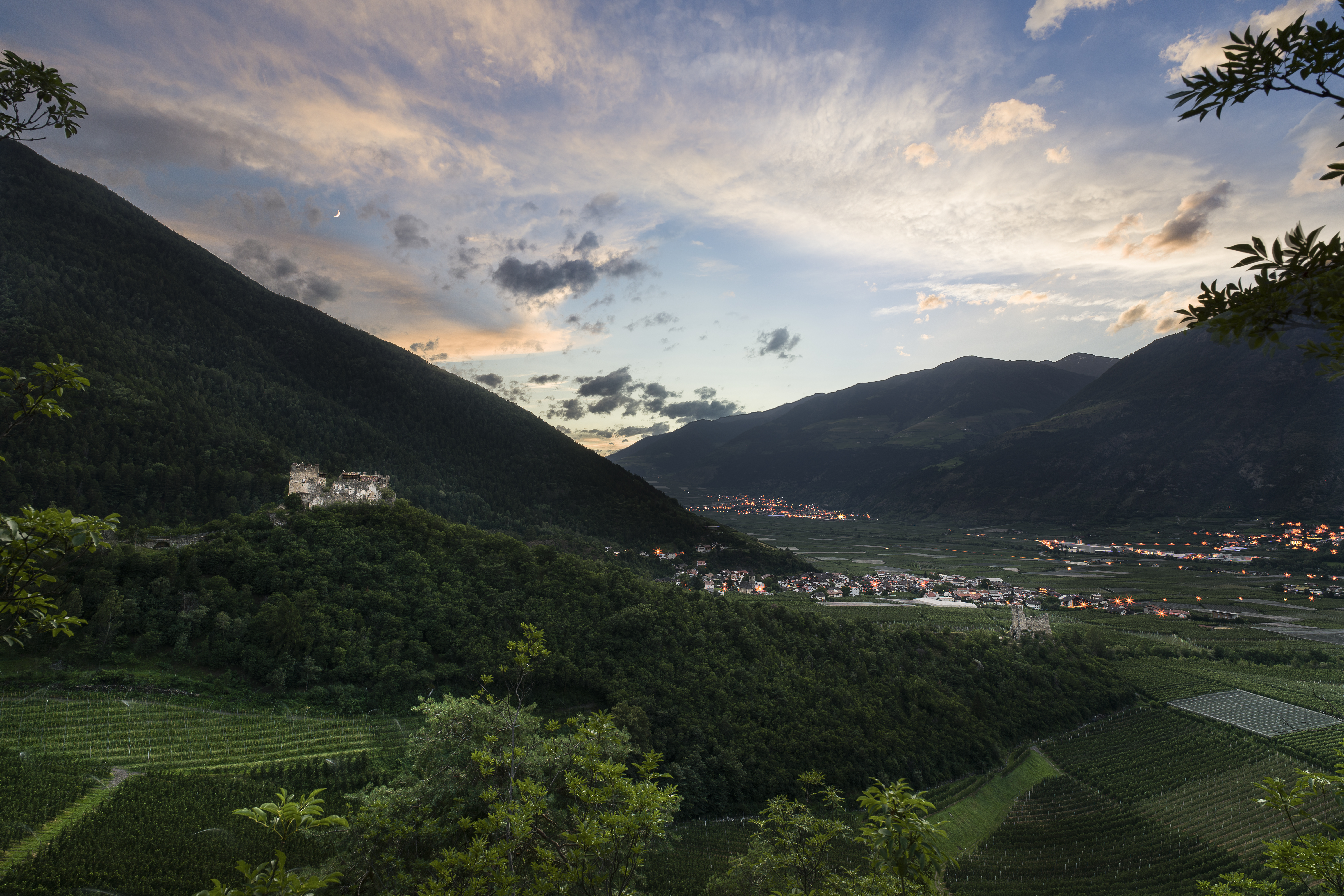
Morter mit den Burgen West- und Ostmontani

Morter ist ein Dorf im Vinschgau in Südtirol und eine Fraktion der Marktgemeinde Latsch. Das Dorf befindet sich auf der orographisch rechten, südlichen Seite des Etschtals am Eingang des Martelltals. Die Plima fließt knapp östlich am Dorf vorbei. Hinter dem Ortskern steigen die Hänge des Nördersberg bergan, die im Nationalpark Stilfserjoch unter Schutz gestellt sind.

## Geschichte
Die Siedlung wird schon im 9. Jahrhundert – im Churrätischen Reichsgutsurbar von 842/43 – als in villa Mortario („Dorf der Mörtelmacher“, also Kalkbrenner) erwähnt.
Das kleine Dorf unter den eindrucksvollen Ruinen der Burgen Obermontani und Untermontani und der Kapelle St. Stephan bietet auf engstem Raum einen großen Reichtum an romanischer und gotischer Kunst. Aus der Bibliothek von Obermontani stammt eine der ältesten Abschriften des Nibelungenliedes (1323), die sich heute im Staatsarchiv Berlin-Dahlem befindet.
Neben St. Stephan und St. Vigilius zählt auch der Mairhof zum mittelalterlichen Kernbestand des Dorfes. Er ist mit dem Meier Rüdiger (Rudigerius villicus de Morter) bereits 1359 urkundlich genannt.
1928 wurde das bisher eigenständige Morter der Gemeinde Latsch zugeschlagen.

### Burgkapelle St. Stephan

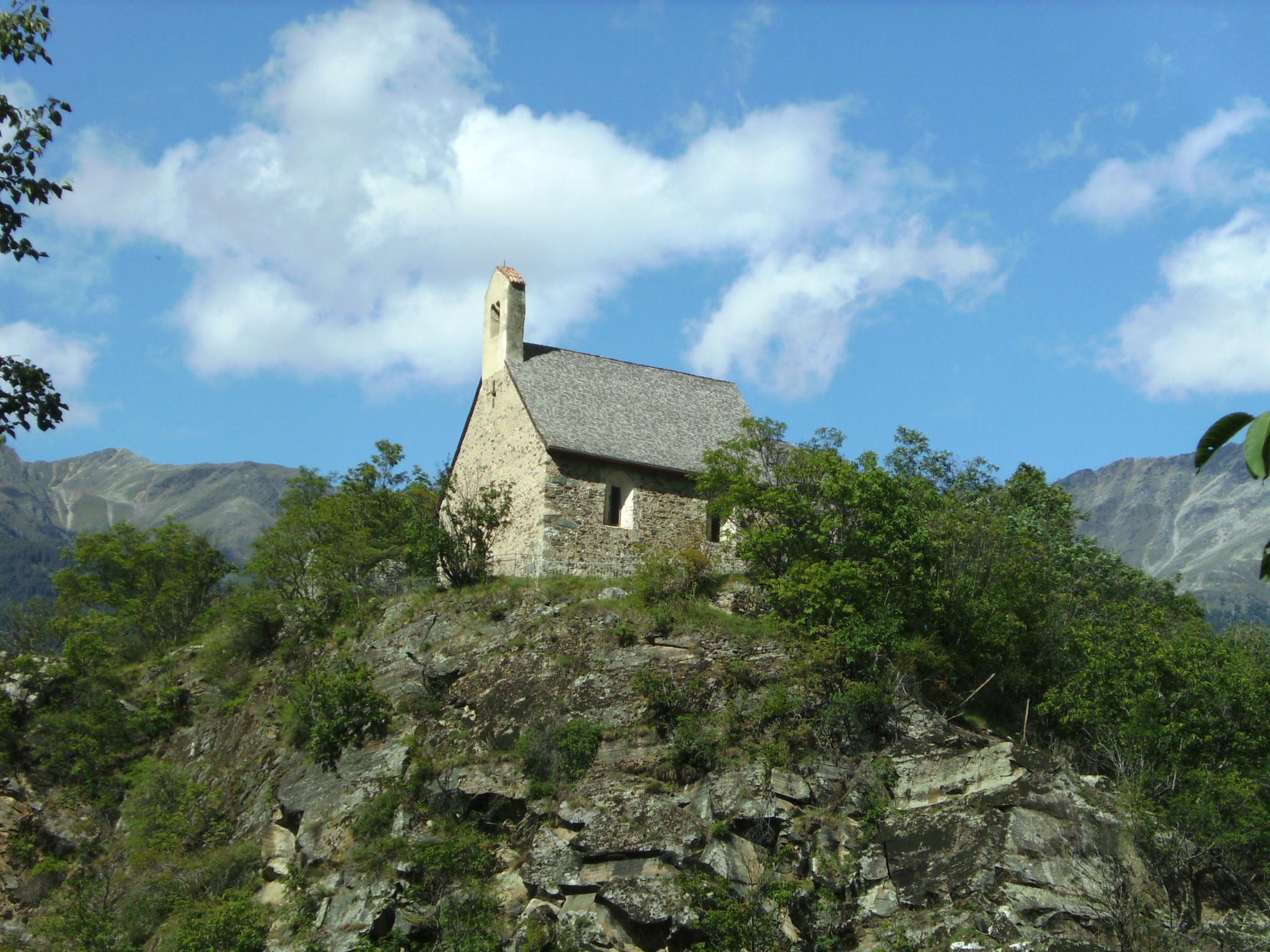
Burgkapelle St. Stephan

Die obgenannte Burgkapelle St. Stefan zählt zu den sehenswertesten Kirchen Südtirols. Ihre Fresken stammen aus dem 15. Jahrhundert der lombardischen, niederländischen und bayrischen Schule. An der Nordwand ist ein Zyklus in 12 Bildern zu der Legende des Hl. Stephan, die Ostwand zeigt die Legende der Hl. Ursula. An der Südmauer befinden sich Jagdszenen  des St. Hubertus und an der Westseite eindrucksvolle Kunstmalereien des Jüngsten Gerichtes.

### Kapelle zum heiligen Vigilius im Anger
Die Kapelle zum heiligen Vigilius im Anger, auch bekannt als St.-Vigilius-Kirchlein oder Blasiuskirche, ist eine romanische Kapelle.
Die kleine Kapelle ist ein romanischer Dreikonchenbau, diese Bauform ist im Vinschgau einzigartig. Nachdem man lange annahm, dass sie die Heiligkreuzkapelle Müstair, Graubünden, zum Vorbild hatte, geht man heute davon aus, dass sie zuerst gebaut wurde. In der Kirche findet sich eine Schriftzeile im Langhaus, die von der Weihe am 29. September 1080 durch Bischof Heinrich I. von Trient berichtet.
Die im Vinschgau nicht üblichen Kirchenheiligen Vigilius und Blasius weisen, wie die Weihe durch den Bischof von Trient, darauf hin, dass es sich hier um Trienter Besitz in der Diözese Chur gehandelt hat.
An der Fassade ließ ein Stifterehepaar gegen 1400 eine Kreuzigungsgruppe mit Kirchenpatron anbringen. In der Kapelle sind nur wenige Fresken erhalten, zum Teil wurden sie aufwändig von dem Konservator Carl Atz restauriert.

## Bildung
In Morter gibt es eine Grundschule für die deutsche Sprachgruppe.

## Bilder

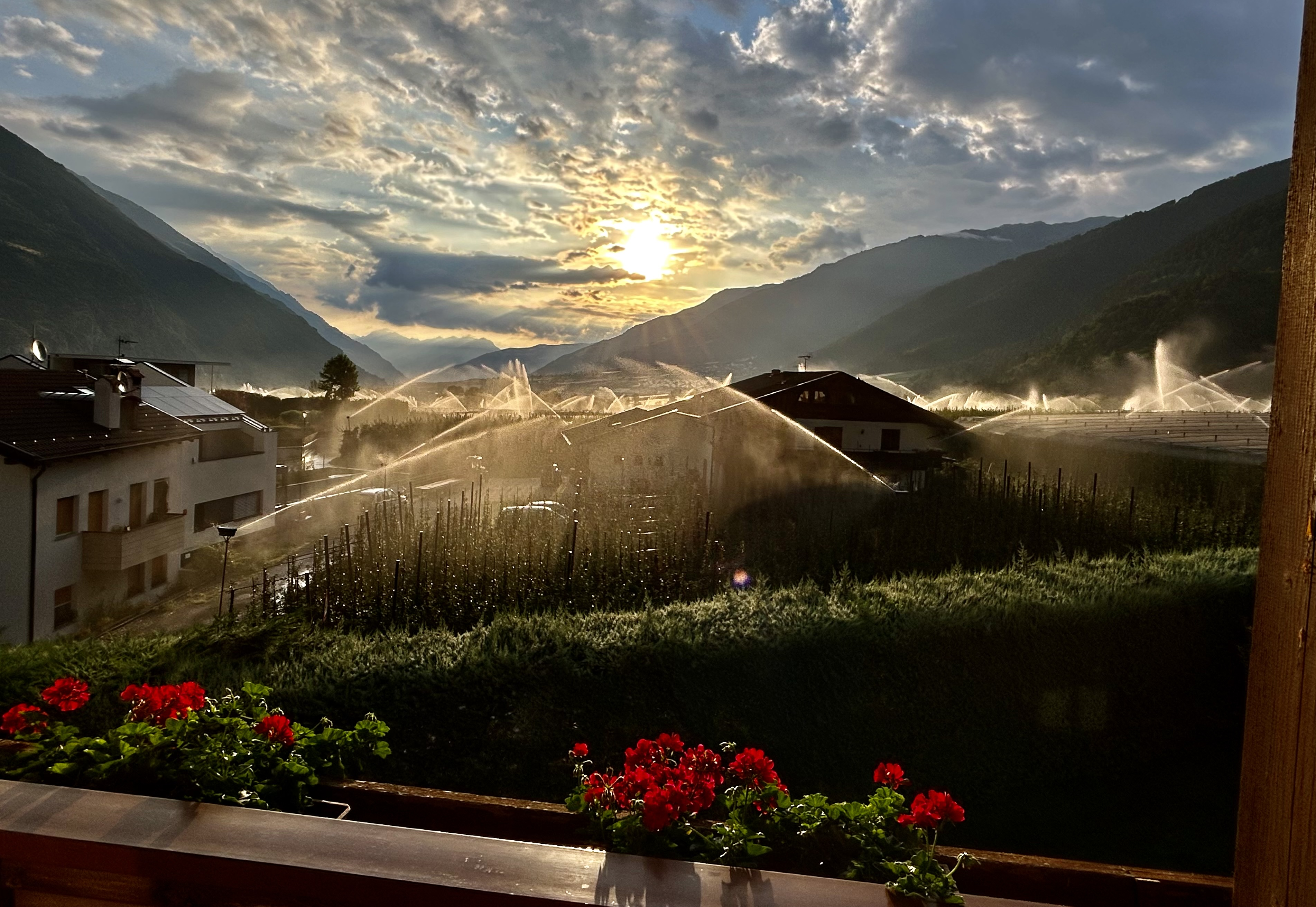
Bewässerung
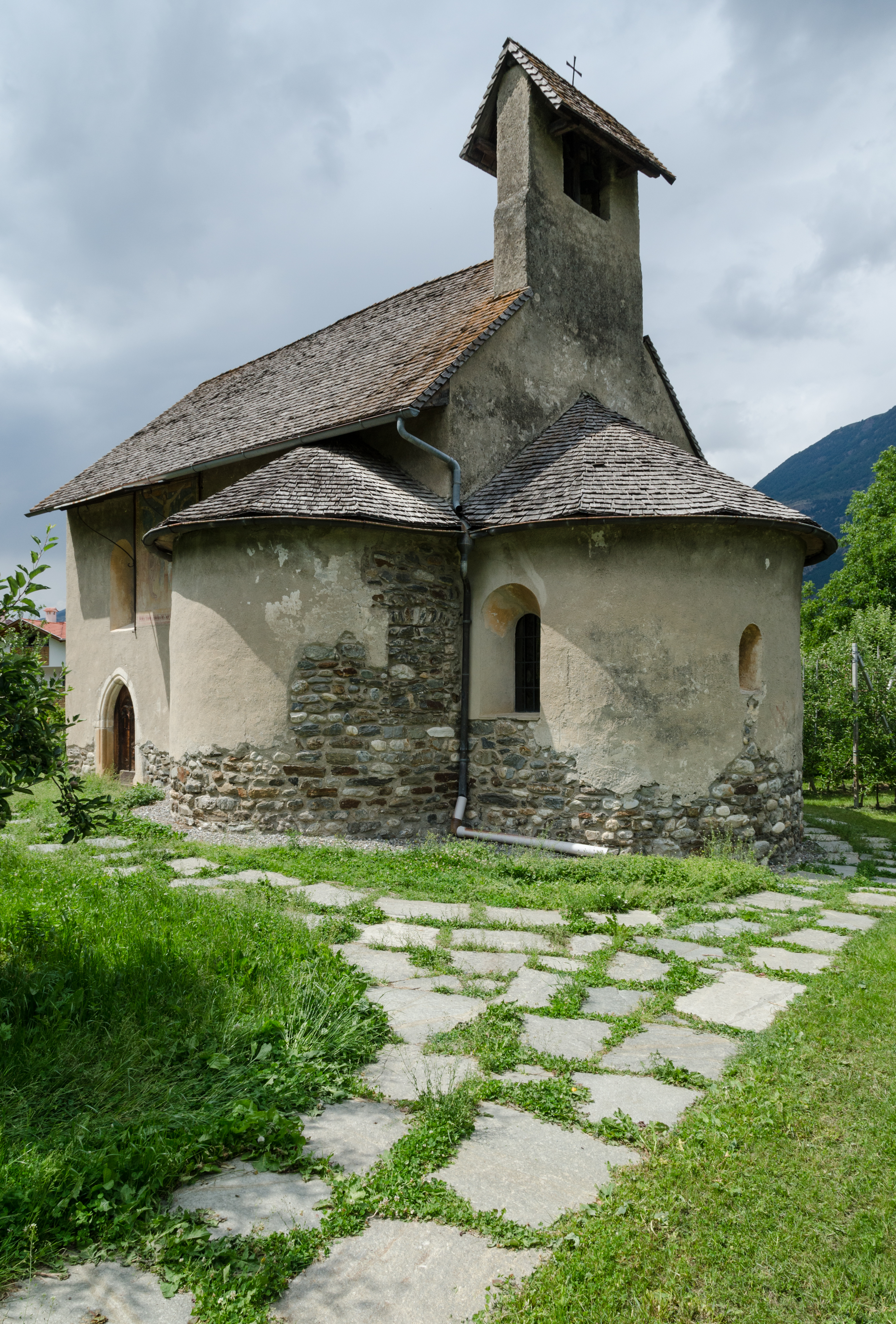
Kapelle zum heiligen Vigilius im Anger
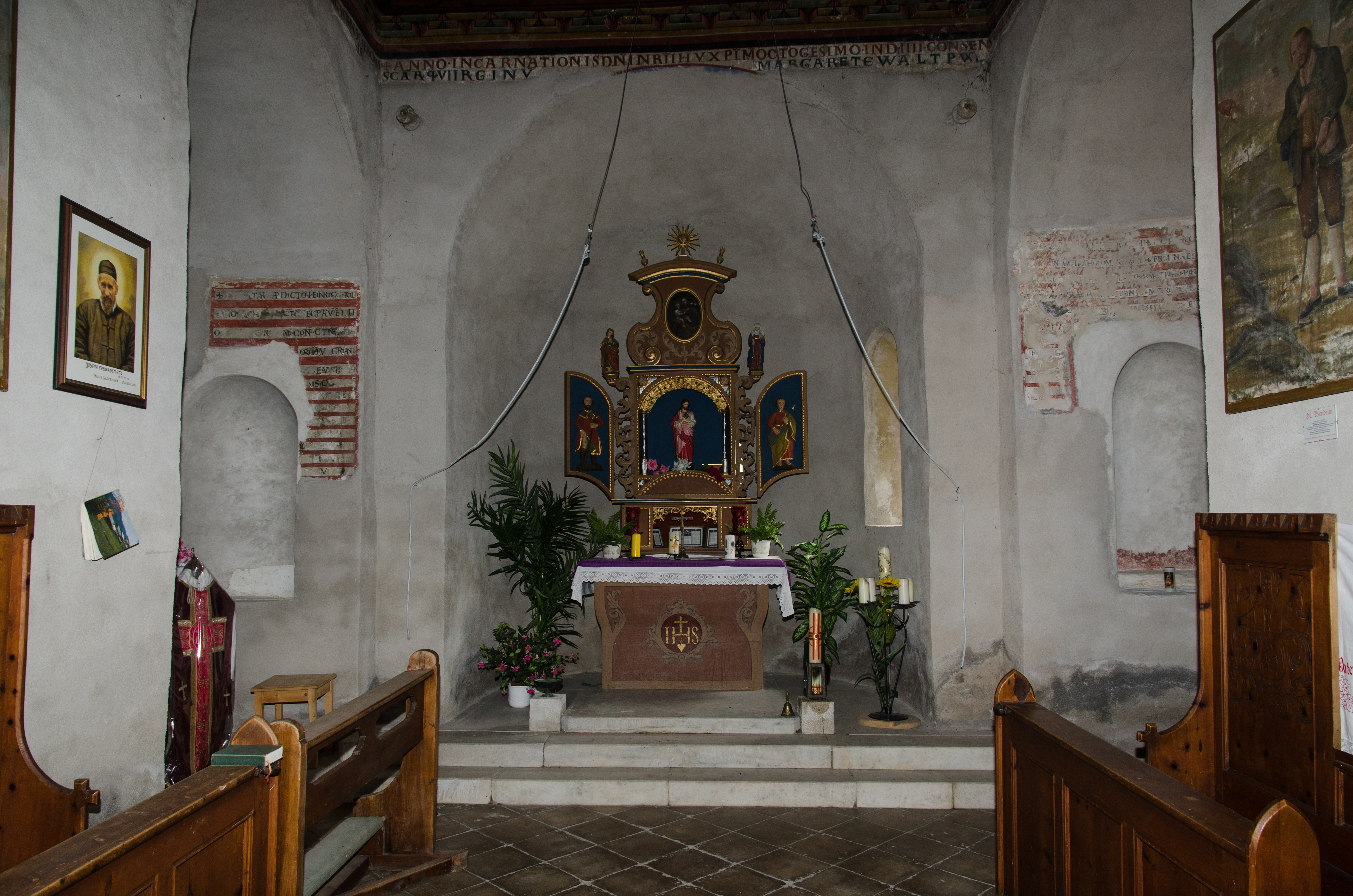
Innenansicht Vigiliuskirchlein
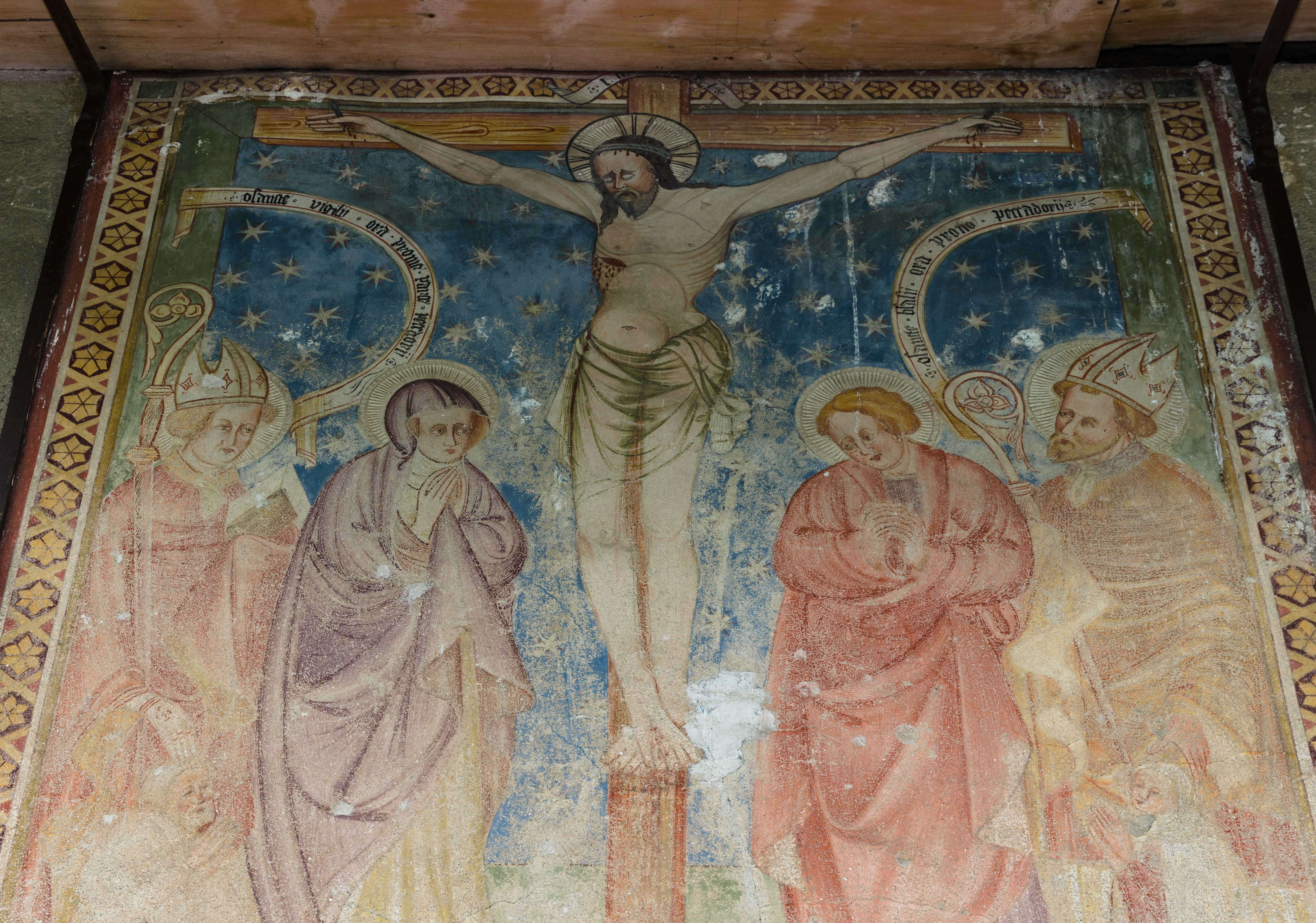
Kreuzigungsgruppe am Vigiliuskirchlein
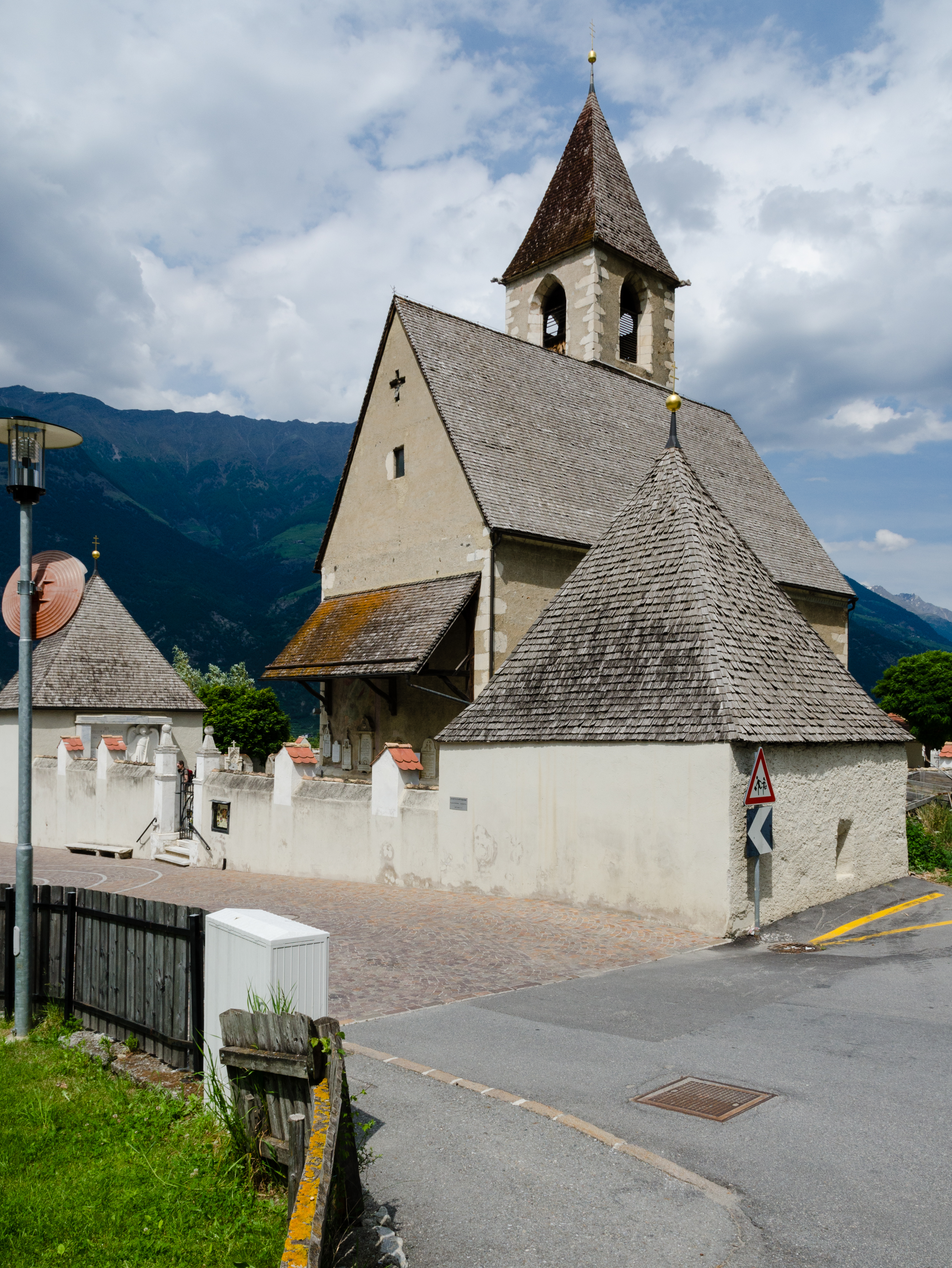
St.-Dionysius-Kirche
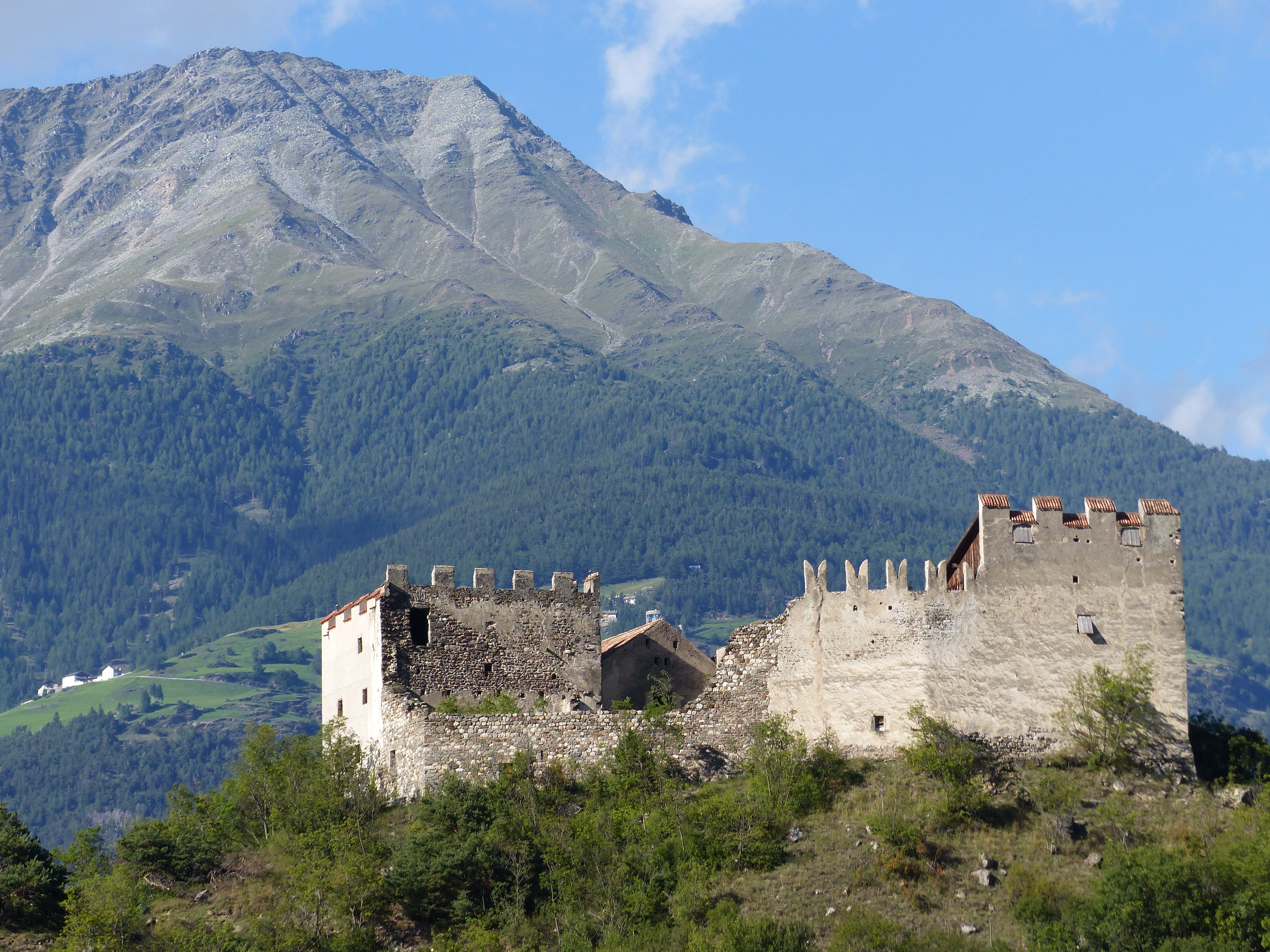
Burg Obermontani